# Санта-Элена (муниципалитет)
Санта-Элена (исп. Santa Elena) — муниципалитет в Мексике, штат Юкатан, с административным центром в одноимённом посёлке. Численность населения, по данным переписи 2010 года, составила 3833 человека.

## Общие сведения
Название Santa Elena было дано городу и муниципалитету в честь Святой Елены.
Площадь муниципалитета равна 514 км², что составляет 1,29 % от общей площади штата, а наивысшая точка — 79 метров над уровнем моря, расположена в поселении Сан-Симон.
Он граничит с другими муниципалитетами Юкатана: на севере с Муной, на северо-востоке с Тикулем, на юго-востоке с Ошкуцкабом, а на юго-западе с другим штатом Мексики — Кампече.

## Учреждение и состав
Муниципалитет был образован в 1918 году, в его состав входит 7 населённых пунктов, самые крупные из которых:
| Код INEGI                  | Населённый пункт                                                                        | Численность населения (2005 год) | Численность населения (2010 год) |
| -------------------------- | --------------------------------------------------------------------------------------- | -------------------------------- | -------------------------------- |
| 066                        | Всего                                                                                   | 3617                             | 3833                             |
| 0001                       | Санта-Элена (исп. Santa Elena) 20°19′29″ с. ш. 89°38′35″ з. д. (административный центр) | 3252                             | 3456                             |
| 0005                       | Сан-Симон (исп. San Simón) 20°13′02″ с. ш. 89°48′32″ з. д.                              | 357                              | 369                              |
| 0019                       | Вильяс-Аркеолохикас (отель) (исп. Villas Arqueológicas) 20°21′40″ с. ш. 89°45′55″ з. д. | 1                                | 1                                |
| —                          | Прочие                                                                                  | 7                                | 7                                |
| Названия на карте Генштаба |                                                                                         |                                  |                                  |

## Экономика
По статистическим данным 2000 года, работоспособное население занято по секторам экономики в следующих пропорциях:
- сельское хозяйство и скотоводство — 43,1 %;
- торговля, сферы услуг и туризма — 33,9 %;
- производство и строительство — 21,9 %;
- безработные — 1,1 %.

## Инфраструктура
По статистическим данным 2000 года, инфраструктура развита следующим образом:
- протяжённость дорог: 59,2 км;
- электрификация: 95,9 %;
- водоснабжение: 99 %;
- водоотведение: 63,2 %.

## Достопримечательности
В муниципалитете можно посетить:
- церковь Святого Матео, построенный в XIX веке;
- археологические памятники цивилизации майя: Ушмаль, Кабах, Нохпат, Шкох и Мучич.

## Фотографии
- Обычное жильё в Санта-Элене
- Дворец шамана в Ушмале
- Строения в Кабахе